# 鎌倉遺文
鎌倉遺文（かまくらいぶん）とは、鎌倉時代の古文書の網羅を目指して編集された史料集。竹内理三編。古文書編42巻、補遺4巻、索引編5巻。東京堂出版刊。
竹内がほぼ独力で昭和46年（1971年）から平成7年（1995年）の25年をかけて編纂した。本編である古文書編は文治元年（1185年）から正慶2年（1333年）までの文書3万5千通を収録、諸本からの引用部分や紙背文書・金石文などからも採録されている。
現存する鎌倉時代の古文書の大部分が年代順に収められている。
年号のない文書はおよその年代を推測して挿入し、推定不可能な文書については内容から便宜合叙されている。年号のない文書（約9000通）については、別途『鎌倉遺文無年号文書目録』（瀬野精一郎編、東京堂出版、1993年）が刊行されている。
所収漏れの文書、竹内没後に発見された古文書などの蒐集・整理やデータベース化が進められている。2008年に『鎌倉遺文』全46巻のCD-ROM版が刊行された。また、補遺編として、東寺文書・東寺百合文書約1000通について「補遺編・東寺文書」3巻（鎌倉遺文研究会編、2011年-2014年）、前田育徳会尊経閣文庫所蔵の古文書257通について「補遺編・尊経閣文庫文書」（菊池紳一編、2016年）が刊行されている。